# 讀賣新聞大廈
讀賣新聞大廈（日语：読売新聞ビル、よみうりしんぶんビル）是位於日本東京都千代田區大手町的一座摩天大廈。這座建築是讀賣新聞集團的總部據點，並且設有劇場型音樂廳。建築高200米，超過大手町塔，成為大手町地區最高的建築。現在的讀賣新聞大廈是第二代讀賣新聞集團總部大廈，修建在第一代總部的原址上。讀賣新聞大廈也是每年新年舉辦的箱根驛傳的起點，大廈設有雕刻箱根驛傳歷代冠軍的浮雕，以及箱根驛傳選手雕塑「絆」。

## 建築概要
2010年3月31日，讀賣新聞集團本社宣布將重建老化的大手町總部，目標在2014年完成:411。新總部由日建設計負責設計監理，清水建設負責施工:418。讀賣新聞大廈在2011年8月開工，2013年11月竣工:416:422。2014年1月6日，讀賣新聞大廈開業。在新總部竣工之前，讀賣新聞在位於東銀座的日產汽車舊總部（現銀座6丁目-SQUARE）辦公:416。
讀賣新聞大廈是一棟公開的辦公樓，其低層部分設有藥店、保育施設、多功能大廳、診所等設施；8層設有媒體相關部門；9至11層是報紙的編輯部門；12至33層是讀賣新聞集團本社和中央公論新社、讀賣巨人的辦公場所；19至24層是對外出租的辦公樓。低層部分的屋頂設有屋頂花園，以保護環境。還設有2台2,000千瓦緊急發電機，並有可容納歸宅困難者最多1,060人的空間。大廈一層入口處還展示讀賣新聞社曾借給日本電視台展示的橫山大觀作品「靈峰富士」。
讀賣新聞大廈設有讀賣大手町音樂廳（読売大手町ホール）。這座音樂廳約有500個座席，可舉辦討論會、音樂會、電影上映會等活動。大手町音樂廳還設有能舞台，可作為傳統藝能公演場地使用。

## 第一代大手町總部

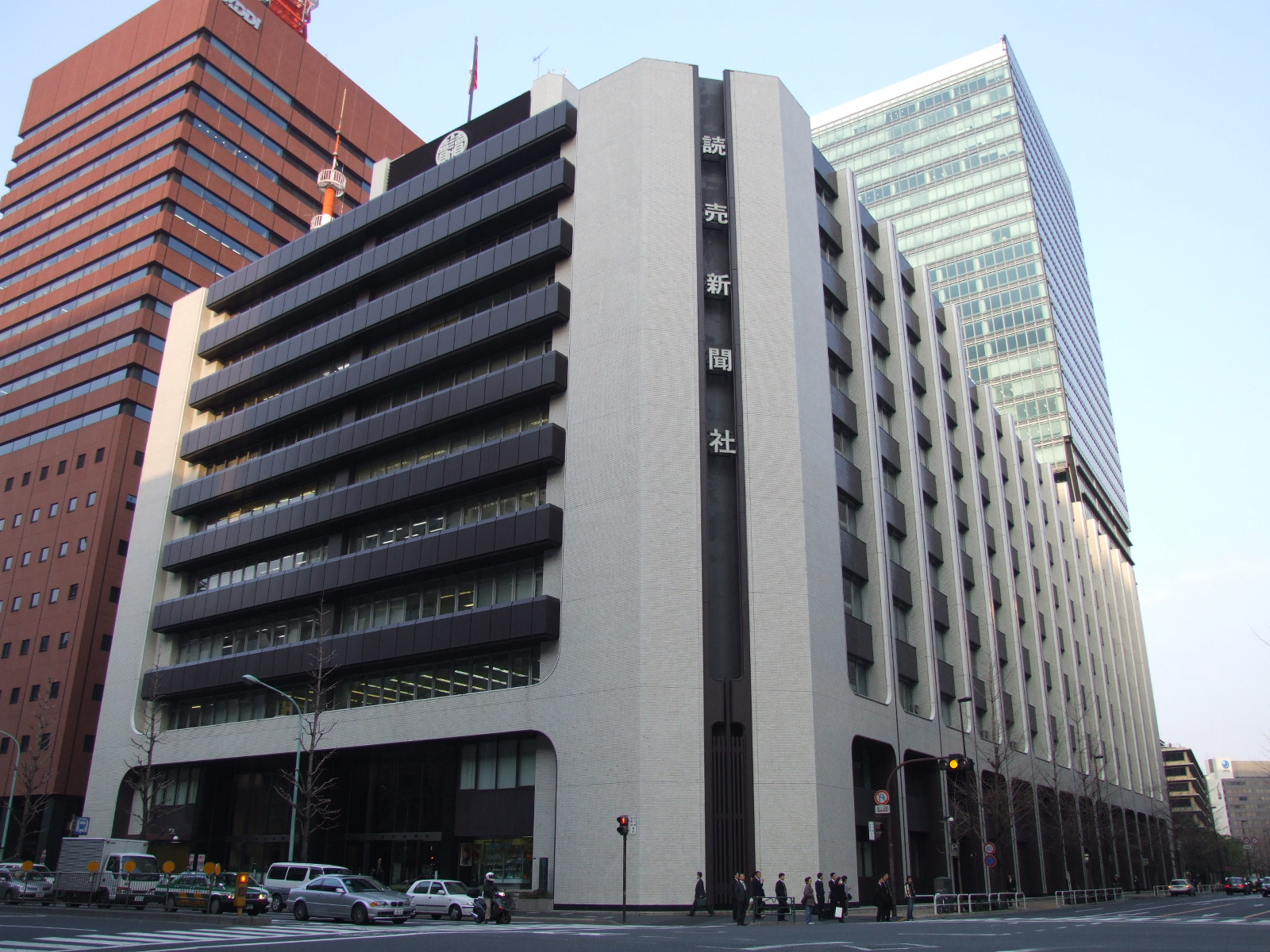
第一代大手町總部大廈

讀賣新聞總部大廈在1877年至1923年設在銀座一丁目，1923年至1971年設在銀座三丁目。但由於讀賣新聞社業務量增加，空間逐漸不足，即使擴建也難以滿足需求:164。因此，讀賣新聞社在1964年向政府請求購買位於大手町的前國有財產局和關東財務局辦公地點（面積6,100平方公尺）:165。雖然讀賣新聞社的請求一度獲得同意，但由於同樣參加競購的產經新聞社會長水野成夫反對，加上讀賣新聞社社主正力松太郎反對搬遷，因此這筆交易陷入停滯，直到1968年才正式成立:166-167。
1969年8月10日，讀賣新聞本社在讀賣新聞早報頭版宣布，將在大手町修建新總部:175。1971年10月，大手町總部竣工。讀賣新聞本社從銀座搬遷至大手町的工程被稱為「GO作戰」，取自銀座的首字母「G」和大手町的首字母「O」:175。第一代大手町總部地下有5層、地上有10層，地下2層和3層設有印刷工廠，建築總面積有68,609平方公尺:176。總部的設計監理由三菱地所負責，施工由清水建設和大成建設擔當:176。1974年10月11日，昭和天皇和香淳皇后曾參觀大手町總部:177。

## 外部連結
- 讀賣新聞大廈（页面存档备份，存于） 日本的超高層大廈